# Tibor Pető
Tibor Pető (Vác, 27 de diciembre de 1980) es un deportista húngaro que compitió en remo.
Ganó dos medallas de oro en el Campeonato Mundial de Remo, en los años 2001 y 2002. Participó en dos Juegos Olímpicos de Verano, en los años 2000 y 2004, ocupando el quinto lugar en Sídney 2000, en la prueba de doble scull.

## Palmarés internacional
| Campeonato Mundial | Campeonato Mundial | Campeonato Mundial | Campeonato Mundial |
| Año                | Lugar              | Medalla            | Prueba             |
| ------------------ | ------------------ | ------------------ | ------------------ |
| 2001               | Lucerna (Suiza)    | Medalla de oro     | Doble scull        |
| 2002               | Sevilla (España)   | Medalla de oro     | Doble scull        |